# Neso ducalis
Neso ducalis är en skalbaggsart som beskrevs av Blackburn 1907. Neso ducalis ingår i släktet Neso och familjen Melolonthidae. Inga underarter finns listade i Catalogue of Life.